# Parides erithalion subsp. trichopus
Parides erithalion trichopus es una mariposa de la familia Papilionidae.

## Descripción
Las alas anteriores y posteriores son de color negro, en la banda marginal el termen tiene ocho franjas en forma de lúnulas delgadas, y en el ala posterior seis. El macho generalmente tiene un spots o mancha blanca por debajo de la vena M2, cerca de la cédula discal. En el ala posterior, en la banda posdiscal tiene seis manchas o spots ovaladas de color rojo, la más cercana a la vena CuA2 es más chica; de igual manera la que se encuentra entre las venas RS y M1. Ventralmente los dos pares de alas son de color negro menos intenso, y mismo patrón de manchas posdiscales, pero con un tono rosado y el borde rojo. Cabeza, tórax y abdomen son de color negro; en el tórax y abdomen tienen varios puntos rojos laterales a la altura del tegumento 8, el abdomen es de color rojo.

## Distribución
Se distribuye en el oeste de México, en los estados de Sinaloa, Nayarit, Jalisco, Colima, Michoacán, estado de México, Guerrero y Oaxaca.

## Estado de conservación
No se reporta bajo ninguna categoría de riesgo.